# Clemente Auger Liñán
Clemente Auger Liñán (Madrid, 26 de desembre de 1933 -) va ser un magistrat i jurista espanyol. Va presidir l'Audiència Territorial de Madrid, el Tribunal Superior de Justícia de Madrid i l'Audiència Nacional, entre 1998 i 2001. Va acabar la seva carrera en la Sala civil del Tribunal Suprem. Va cursar el batxillerat en el Col·legi dels Areneros. Es va llicenciar en Dret en l'antiga Facultat de Sant Bernardo, a la Universitat Complutense de Madrid.
Jutge per oposició des de 1957, aquest any va començar la seva carrera per la geografia espanyola. Des de 1968 fins a 1973 va ser jutge de Sant Lorenzo de l'Escorial. El 1972, a la seva casa, un grup de jutges i fiscals funden l'organització il·legal Justícia Democràtica, un grupúsculo en què s'integrarien juristes com Jesús Chamorro, Luis Burón, Carlos de la Vega, Eduardo Jauralde, Fernando Jiménez Lablanca, Julián Serrano Puértolas, José María Mena, Carlos Jiménez Villarejo, Antonio Carretero, Cesáreo Rodríguez Aguilera i Manuel Peris. Li van seguir destinacions a Palma, Guadalajara i després del seu recurs, el jutjat nombre 3 de Madrid.
El 3 d'abril de 1986 va prendre possessió de la presidència de l'antiga Audiència Territorial de Madrid, en la qual exerciria el comandament sobre 400 jutges i fiscals de la capital espanyola. Amb la reforma judicial, va ser el primer president del Tribunal Superior de Justícia de Madrid. El 14 d'octubre de 1992 el CGPJ nomena a Clement Auger president de l'Audiència Nacional per 17 vots enfront de 3 del seu rival, Ramón Trillo. Va ocupar el càrrec que fins a 2001.
Nomenat magistrat del Tribunal Suprem en 2001, se li va assignar la Sala civil. Quan Auger va reclamar, el vot del president del Tribunal Suprem i del Consell General del Poder Judicial (CGPJ), Francisco José Hernando, va decidir la seva destinació forçosa a la Sala Civil del Suprem, malgrat haver sol·licitat, com penalista, l'adscripció a la Sala Penal. Hernando no havia participat en les primeres votacions, però sí en la quarta, en la qual es va unir als 10 vocals conservadors. El recurs de Auger va ser desestimat amb el mínim d'11 vots. El vot d'Hernando va ser polèmic, ja que havia presidit la Sala de Govern del Tribunal Suprem que va prendre l'acord impugnat per Auger. El 26 de desembre de 2004 va passar a la jubilació, a l'edat de 71 anys. El gener de 2005, Román García Varela, en aquell temps president en funcions de la Sala civil del Tribunal Suprem, va denunciar una campanya d'assetjament contra Clement Auger arran de la sentència que va condemnar als periodistes José Luis Gutiérrez i Rosa María López per intromissió il·legítima en l'honor del rei del Marroc, Hassan II.
Al maig de 2005, autoritats, companys de judicatura i agents culturals li van rendir un homenatge amb motiu de la seva jubilació, després de 45 anys dedicat al restabliment de les llibertats en la Justícia espanyola.